# アンドラ大学

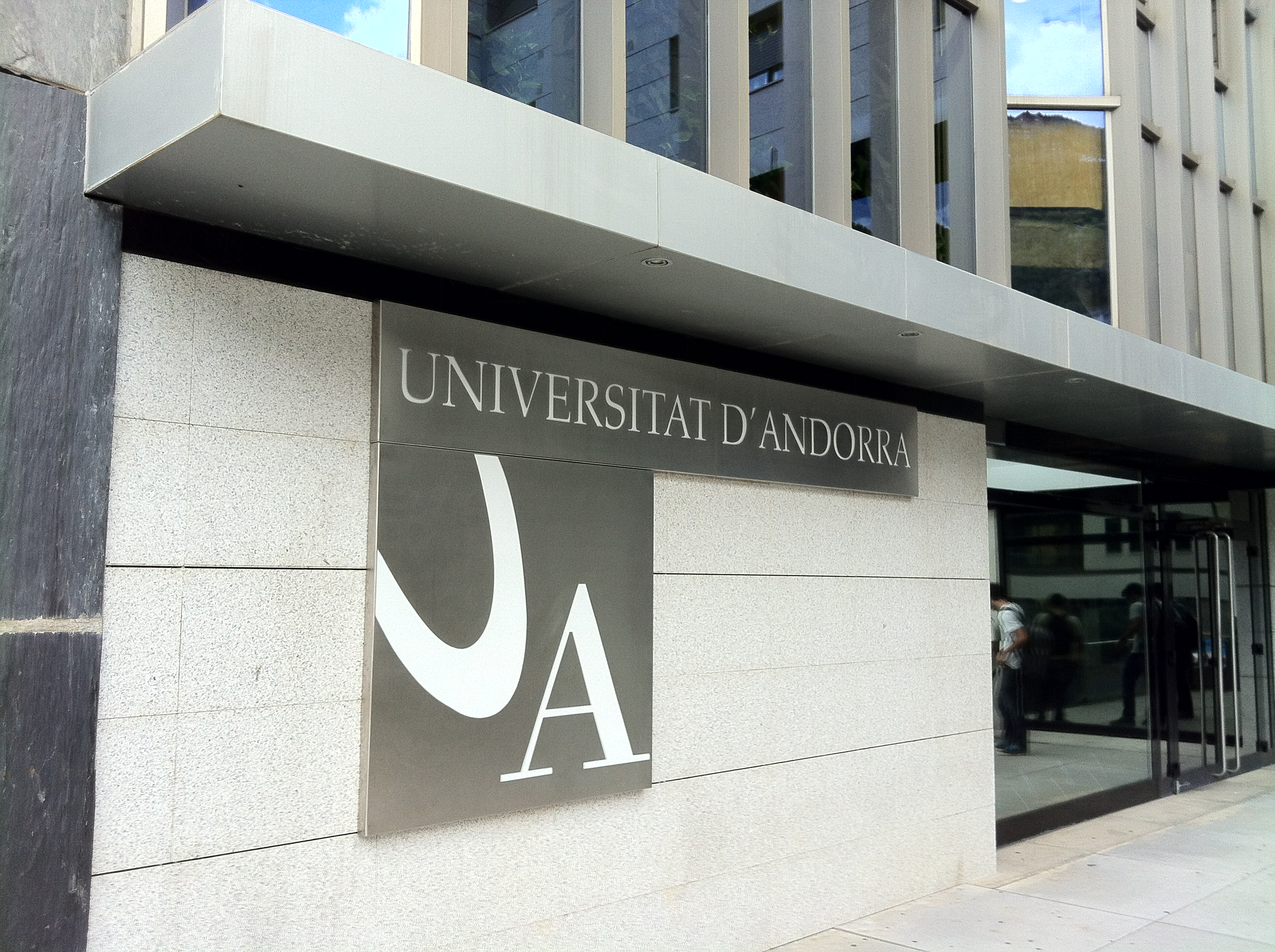
アンドラ大学

アンドラ大学（アンドラだいがく、カタルーニャ語: Universitat d'Andorra、IPA: [uniβəɾsiˈtad dənˈdorə]）は、アンドラにある公立大学。1988年に開学したアンドラ初の大学で、保健・教育学部、経営・技術学部、Eラーニング・生涯学習学部からなる。
ビベス大学ネットワークやヨーロッパ大学協会、国際大学協会に加盟している。2018年時点で、大学の予算のおよそ4分の3をアンドラ政府が支出している。
2018年度には、開学30周年を記念したタイムカプセルを封印した。開学100周年にあたる2088年度に開封される予定である。